# Charles Henderson
Charles Henderson, né le 26 avril 1860 et mort le 7 janvier 1937, est un homme politique démocrate américain. Il est gouverneur de l'Alabama entre 1915 et 1919.